# علاج الحضور المحاكى
علاج الحضور المحاكى (بالإنجليزية: Simulated presence therapy)‏ هو تدخل شعوري التوجه غير دوائي للأفراد المصابين بالخرف. وهو مبني على نظريات التعلق النفسي ويتم عادة عبر تشغيل تسجيلات تحتوي على أصوات لأقرب أقرباء المريض. توجد دلائل أولية تشير إلى أن علاج الحضور المحاكى يمكن أن يخفض القلق والسلوكات السلبية.